# Euxoa foeda
Euxoa foeda là một loài bướm đêm thuộc họ Noctuidae. Nó được tìm thấy ở dãy núi Altay through Cận Đông và Trung Đông to Thổ Nhĩ Kỳ và the Levant.
Con trưởng thành bay vào tháng 6 đến tháng 9. Có một lứa một năm.